# 人民之声 (马来西亚组织)
人民之声（SUARAM，Suara Rakyat Malaysia），是一个成立于1989年的马来西亚人权组织，由一群社会运动活跃分子以及他们的支持者共同创立。其首要任务是争取废除《内安法令》，另外，也参与其他各类型提倡人权运动。
从1998年开始，人民之声每年出版《马来西亚人权报告》，监督马来西亚的人权进程。从1999年开始，人民之声颁发“人权奖”给在各社区争取人权的人士，其中废除内安法令联盟（Gerakan Mansuhkan ISA，简称GMI）获得2009年人民之声人权奖  （页面存档备份，存于）；兴权会和砂拉越州本南族获得2008年人民之声人权奖；武吉日落洞（Bukit Jelutong Rasak）园丘工人和缅甸钦族难民委员会（Chin Refugee Committee）获得2006年的人民之声人权奖。 （页面存档备份，存于）。
人民之声总部设于雪兰莪，1999年成立柔佛支部，2002年又成立槟城支部。目前，人民之声的执行总监是叶瑞生。
国内贸易、合作社及消费部长拿督斯里依斯迈沙比里在2012年9月，出席大马知识产权局（MyIPO）开斋节亲善宴会時指出，政府已掌握多个可以证明人民之声（SUARAM）的资金是来自外国援助的文件，但由于有关文件的电邮来源相同，所以必须在调查后，才能得知真相。
马来西亚马来人网络（JMM）主席拿督莫哈末哈法里占揭露美国国家民主基金会（NED），于2005年至2011年期間，資助人民之声159萬8045令吉，而且资金來源与股坛狙击手索罗斯有关系。

## 人民之声人权奖（SUARAM Human Rights Award）历年得奖名单
| 年份           | 得奖组织                                                                                       |
| 1999年第一届   | 莎阿南甘榜双溪尼潖（Kampung Sungai Nipah）村民                                                 |
| 2000年第二届   | 烈火莫熄团队                                                                                   |
| 2001年第三届   | 救救白小保校工委会、内安法令扣留者家眷                                                         |
| 2002年第四届   | 警察与人权监督委员会                                                                           |
| 2003年第五届   | 前雪兰莪布拉马园丘（Ladang Braemar）工人社区成员                                               |
| 2004年第六届   | 霹雳瓜拉光（Kuala Kuang）新村抗毒臭委员会、欧盟医药工业（Euromedical Industries）员工          |
| 2005年第七届   | 龙溪甘榜武吉淡培（Kampung Bukit Tampoi，Dengkil）特木安原住民（Temuan Orang Asli）社区团队     |
| 2006年第八届   | 缅甸钦族人难民委员会（Chin Refugee Committee）、雪兰莪武吉日落洞（Bukit Jelutong）园丘工人团队 |
| 2007年第九届   | 反对医疗设施私营化联盟、萬撓新村反高压电缆工委会                                               |
| 2008年第十届   | 砂拉越乌鲁峇南（Ulu Baram）本南族、兴权会                                                      |
| 2009年第十一届 | 废除内安法令运动（GMI）                                                                        |
| 2010年第十二届 | 雪兰莪士毛月的甘榜双溪林京（Kampung Sungai Rinching）园丘委员会                                |